# 지방도 제609호선
지방도 제609호선은 충청남도 보령시 천북면 학성2리와 당진시 채운동 행동 교차로를 잇는 충청남도의 지방도이다.
2023년 7월 31일 기점을 보령시 천북면 학성리로, 종점을 당진시 채운동까지 연장했다.

## 연혁
- 2003년 2월 20일 : 지방도 노선 폐지 및 재지정으로 총연장이 43.7km에서 59.0km로 변경[1]
- 2003년 11월 20일 : 서산시 운산면 고산리 ~ 원평리 2.3 km 구간 개통[2]
- 2005년 1월 31일 : 보령시 청라면 황룡리 ~ 장현리 4.3 km 구간 개통[3]
- 2012년 7월 1일 : 지방도 노선 조정[4]
- 2012년 12월 3일 : 예산군 삽교읍 신리 ~ 덕산면 읍내리 3.08 km 구간 확장 개통[5]
- 2013년 1월 21일 : 예산군 봉산면 사석리 0.8 km 구간 개통[6]
- 2013년 11월 11일 : 기존 예산군 삽교읍 신리 ~ 덕산면 읍내리 2.97 km 구간 폐지[7]
- 2020년 7월 30일 : 덕산우회도로(예산군 덕산면 북문리) 914m 구간 신설 개통, 기존 예산군 덕산면 북문리 ~ 읍내리 680m 구간 폐지[8]
- 2021년 12월 15일 : 내포 첨단산단 진입도로(홍성군 홍성읍 고암리 ~ 홍북면 신경리) 7.5km 구간 확장 개통, 기존 8.0km 구간 폐지[9]
- 2023년 7월 31일 : 기점을 기존 보령시 청라면 나원리에서 천북면 학성리로, 종점을 기존 서산시 운산면 수당리에서 당진시 채운동으로 변경함. 이에 따라 노선명이 '청라 ~ 당진선'에서 '천북 ~ 당진선'으로 변경되고 총 연장이 59.0km에서 105.3km로 연장됨.[10]

## 주요 경유지
- 보령시
  - 천북면 학성2리 - 학성리 - 하만리 - 하만 교차로 - (미개통 구간 : 낙동리)
  - 청소면 (미개통 구간)
  - 청라면 청라 교차로 - 내현리 - 내현교 - 왕릉2교 - 아랫장밭사거리 - 장현리 - (1차선 구간 : 우수고개)

- 청양군
  - 화성면 (1차선 구간 : 우수고개 - 화암리 - (강당)) - 수정리 - (미개통 구간 : 기러기재)
- 홍성군
  - 장곡면 (미개통 구간 : 기러기재 - 신풍리) - 상송삼거리 - 도산리 - 신동리 - 화신교
  - 홍동면 화신교 - 화신리 - 홍월교 - 운월리 - 홍동초등학교 - 홍동면 행정복지센터 - 송풍사거리 - 팔괘리 - 종현교
  - 홍성읍 종현교 - 송월리 - 영암 교차로 - 신암교 - 주공사거리 - 홍남초등학교 - 홍남삼거리 - 마구형사거리 - 장군상오거리 - 대교사거리 - 의사1교 - 홍성고사거리 - 덕산동사거리 - 홍성여자중학교 - 홍성여고사거리
  - 홍북읍 봉신1교 - 봉신사거리 - 홍성목삼거리 - 도청사거리 - 충청남도청 (내포시외고속버스정류장)

- 예산군
  - 삽교읍 충청남도청 (내포시외고속버스정류장) - 도청삼거리 - 예산목삼거리 - 신리 - 덕산천교 - 송산 교차로
  - 덕산면 신평리 - 읍내리 - 읍내 교차로 - (뉴영빌딩) - (명동다방) - 덕산초등학교 - 북문리
  - 봉산면 사석리 - 봉림 교차로 - 봉림리 - 실티재

- 서산시
  - 운산면 실티재 - 원평리 - 원평1교 - 원평삼거리 - 남리2교 - 고풍리 - 고산리 - 수평리 - 수평교 - 수당교 - 수당리 - 수당삼거리 - 수당교

- 당진시
  - 당진2동 구룡삼거리 - 도곡교
  - 면천면 검암교 - 제2사기소교 - 사기소리 - 사기소대교 - 면천삼거리 - 면천 나들목 - 우신공업 - 송학리 - 면천초등학교 죽동분교(폐교) - 충정사 - 죽동리
  - 당진2동 눈치고개 - 대덕동 - 행동 교차로

## 중복 구간
- 예산군 삽교읍 송산 교차로 ~ 덕산면 읍내 교차로 : 국도 제40호선과 중복
- 예산군 봉산면 봉림 교차로 ~ 서산시 운산면 원평삼거리 : 지방도 제618호선과 중복
- 서산시 운산면 수당삼거리 ~ 당진시 면천면 면천삼거리 : 국가지원지방도 제70호선과 중복

## 도로명
- 보령시 천북면 학성2리 ~ 하만 교차로 : 하학로
- 보령시 청라면 청라 교차로 ~ 아랫장밭사거리 : 당안길
- 보령시 청라면 아랫장밭사거리 ~ 우수고개 : 오서산길
- 청양군 화성면 우수고개 ~ (강당) : 우수고개길
- 청양군 화성면 (강당) ~ 수정리 : 산당로
- 홍성군 장곡면 상송삼거리 ~ 홍동면 송풍사거리 : 홍장남로
- 홍성군 홍동면 송풍사거리 ~ 홍성읍 마구형사거리 : 홍장북로
- 홍성군 홍성읍 마구형사거리 ~ 대교사거리 : 의사로
- 홍성군 홍성읍 대교사거리 ~ 덕산동사거리 : 충서로
- 홍성군 홍성읍 덕산동사거리 ~ 예산군 덕산면 읍내 교차로 : 도청대로
- 예산군 덕산면 읍내 교차로 ~ (뉴영빌딩) : 덕산온천로
- 예산군 덕산면 (뉴영빌딩) ~ (명동다방) : 예덕로
- 예산군 덕산면 덕산오거리회전교차로 ~ 서산시 운산면 원평삼거리 : 봉운로
- 서산시 운산면 원평삼거리 ~ 수당삼거리 : 장생동로
- 서산시 운산면 수당삼거리 ~ 당진시 구룡삼거리 : 운암로
- 당진시 구룡삼거리 ~ 면천면 면천삼거리 : 면천로
- 당진시 면천면 면천삼거리 : 아미로